# Narai
Pour le village du Japon, voir Shiojiri.

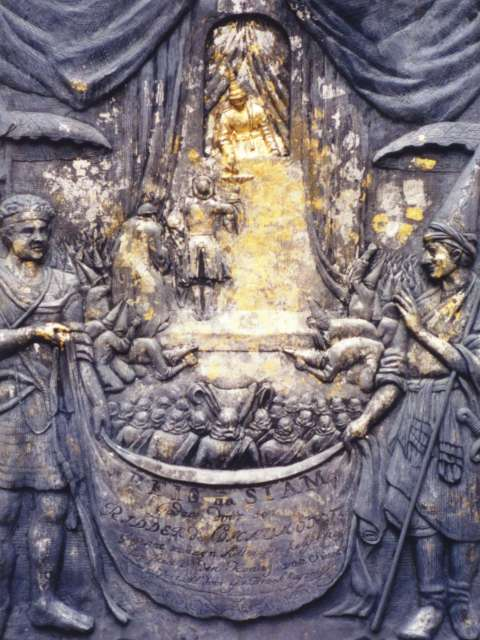
Narai recevant des ambassadeurs français (plaque commémorative à Lopburi)

Narai, né en décembre 1632 et mort le 11 juin 1688 à Lop Buri, surnommé Narai le Grand ou Phra Narai (thaï : สมเด็จพระนารายณ์มหาราช), est un des plus importants souverains du royaume d'Ayutthaya (royaume de Siam) , dans l'actuelle Thaïlande. Il a régné de 1656 à sa mort sous le nom de Ramathibodi III (thaï : สมเด็จพระรามาธิบดีที่ 3). Durant cette période, la diplomatie du royaume a connu un niveau d'activité inégalé, aussi bien avec les puissances européennes (particulièrement la France, l'Angleterre et le Saint-Siège), qu'avec la Perse, l'Inde, la Chine et les pays voisins. Les étrangers jouèrent un rôle important à la cour du Siam, comme le montre l'ascension de Constantin Phaulkon, un aventurier grec qui devint l'équivalent d'un premier ministre. Cette influence étrangère suscita beaucoup de mécontentement à la cour, et, après la mort de Narai, une réaction brutale la réduisit pour plus d'un siècle et demi.
Cette présence étrangère a néanmoins laissé de nombreux témoignages sur la vie à Ayutthaya et à Lopburi (où Narai transféra sa capitale en 1666), qui sans cela nous serait mal connue, Lopburi ayant été abandonnée et Ayutthaya rasée par les Birmans en 1767.

## Accession au trône
Narai est un des fils du roi Prasat Thong, un usurpateur fondateur de la quatrième dynastie d'Ayutthaya (dynastie Prasat Thong, 1629–1688), et de la princesse Sirigalyani. À la mort de Prasat Thong en août 1656, son fils aîné, le prince Chai, monta sur le trône. Narai, son cadet, le déposa rapidement au profit de son oncle Suthammaracha (Sanpet IV). Mais Narai déposa également son oncle dès le 26 octobre 1656 et, apparemment avec l'aide d'étrangers, s'empara du trône pour son propre compte.

## Politique intérieure
La politique du roi Narai fut fortement affectée par les interventions étrangères, surtout celles des Chinois dans le nord, des Néerlandais dans le sud et des Britanniques, qui commençaient à s'établir en Inde. Il s'efforça de contrecarrer cette influence, ou d'établir un délicat équilibre des pouvoirs entre les différentes parties.
Craignant une perte de son influence auprès de ses vassaux du nord après l'attaque chinoise contre la dynastie Taungû de Birmanie en 1660, Narai organisa une expédition pour faire passer Chiang Mai et le Lanna sous son contrôle direct. Celle-ci s'empara de Lampang et d'autres villes mineures, mais une deuxième fut nécessaire pour réussir à prendre Chiang Mai (1662).
En 1664, la Compagnie néerlandaise des Indes orientales fit le blocus naval d'Ayutthaya pour faire respecter son monopole sur les fourrures. Deux ans plus tard, Narai transféra sa capitale, trop exposée, à Lopburi, située plus au nord sur la Lopburi, un bras de la Chao Phraya plus étroit. Il y fit construire un nouveau palais, le Phra Narai Ratchaniwet, avec l'aide d'architectes et d'ingénieurs jésuites français. Les influences européennes y sont évidentes, particulièrement les larges fenêtres.

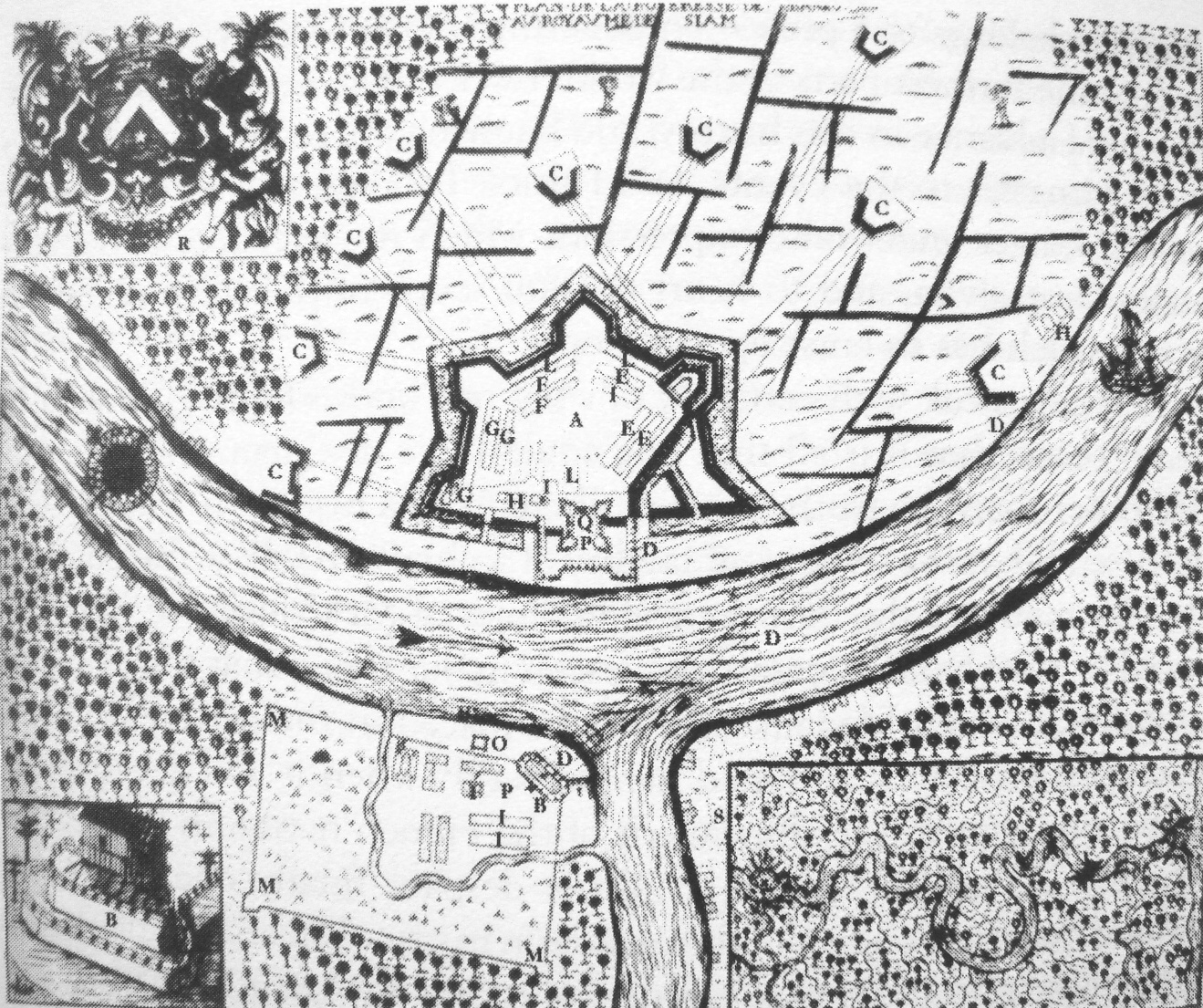
La forteresse française de Bangkok en 1688 (plan de 1690).

Il y eut aussi des troubles sur la côte du Tenasserim, à Mergui. En juillet 1687, soixante Britanniques furent tués au cours d'un incident connu comme le massacre de Mergui. Il avait pour origine la détérioration des relations entre la Compagnie anglaise des Indes orientales et le royaume d'Ayutthaya. Constantin Phaulkon avait nommé deux de ses amis anglais gouverneurs de Mergui, et ils utilisaient le port comme base d'expédition contre le royaume de Golconde, alors plus ou moins allié avec la Compagnie. En avril 1687, celle-ci demanda une compensation de 65 000 £ à Narai et organisa le blocus de Mergui. Craignant d'être jugés pour piraterie, les deux gouverneurs de Mergui traitèrent somptueusement les capitaines des navires de la compagnie. Cela suscita la méfiance des autorités siamoises, qui firent tirer sur les navires et tuer tous les Britanniques qu'elles purent saisir. Narai déclara ensuite la guerre à la Compagnie anglaise des Indes orientales et nomma à Mergui un gouverneur français, assisté d'une petite garnison française. Il offrit aussi la concession du port stratégique de Bangkok à la France, dans l'intention de contrebalancer l'influence des Pays-Bas.
Narai s'efforça de diminuer le poids du clergé bouddhique (le sangha), dont les membres, les terres et les serviteurs n'étaient assujettis ni à l'impôt ni aux six mois de corvée annuelle, ce qui représentait pour le roi un manque à gagner considérable, et même un contre-pouvoir. Tout en leur manifestant un respect ostentatoire, il s'efforça de réduire le nombre des bonzes en exigeant un strict respect des règles monastiques (notamment du célibat) et en renvoyant à la vie civile plusieurs milliers d'entre eux, jugés trop peu savants, lors d'examens périodiques. Cette politique contribua à les jeter dans l'opposition, d'autant qu'il accordait en même temps des privilèges à certaines religions étrangères.

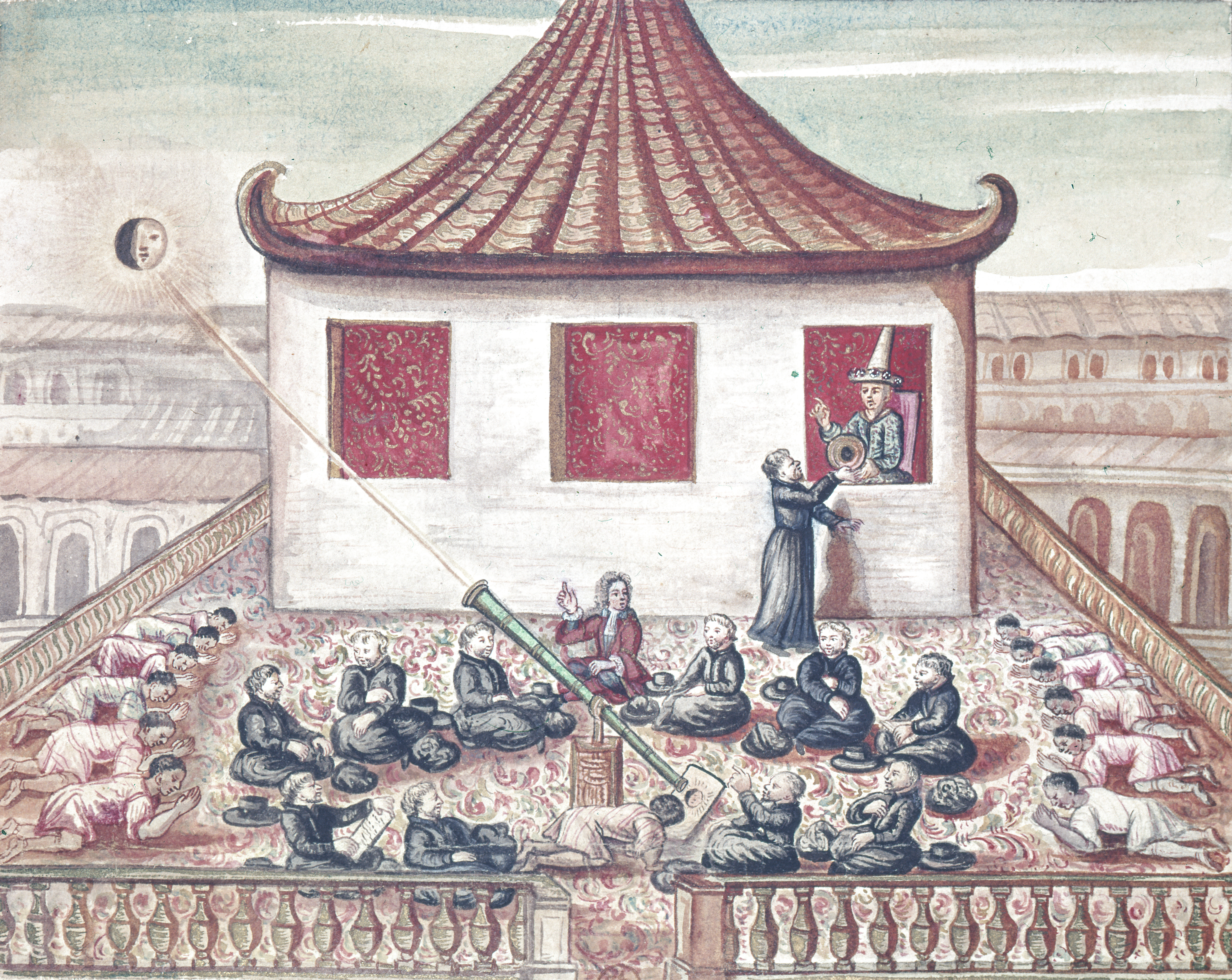
Narai observe une éclipse de soleil avec les jésuites à Lopburi en avril 1688 (reproduction d'une aquarelle datant de 1690).

Les missions catholiques étaient présentes à Ayutthaya depuis les dominicains portugais en 1567. Les jésuites français obtinrent l'autorisation de s'y installer en 1662, et ils espérèrent convertir Narai au catholicisme. Cette tentative fut un échec, et peut-être même contre-productive, mais des catholiques se maintinrent dans le pays jusqu'à nos jours.
Chose plus problématique, Narai favorisa l'ascension de l'aventurier grec Constantin Phaulkon, arrivé à Ayutthaya en 1675. En quelques années, Phaulkon réussit à devenir le principal conseiller du roi. Sur sa suggestion, Narai utilisa les Français pour contrecarrer l'influence des Néerlandais. Phaulkon encouragea l'intérêt des Français en leur laissant entendre que le roi était prêt à se convertir au catholicisme. Narai était intéressé par le catholicisme, mais il l'était aussi par l'islam, et il n'existe aucune preuve qu'il ait eu l'intention de se convertir à l'un ou à l'autre. Les deux missions, catholiques et musulmanes, conclurent que Phaulkon était responsable de leur échec,. Les courtisans thaïs déploraient également son influence, et il devint rapidement le centre des sentiments xénophobes à la cour, le beau-frère du roi, Petracha, étant à leur tête.

## Ambassades

Le Chevalier de Chaumont présente une lettre de Louis XIV au roi Narai en 1684.

Narai reçut et envoya un grand nombre de missions diplomatiques durant son règne, jusqu'en France, en Angleterre et au Saint-Siège (au moins deux missions supplémentaires disparurent en mer). Des missions furent aussi envoyées aux Séfévides de Perse, à Golconde, à la nouvelle dynastie Qing de Chine et dans les pays voisins.
Les missions les plus connues sont celles envoyées en Europe, en particulier en France. En 1673, une mission ecclésiastique française, comprenant François Pallu, Pierre Lambert de la Motte et Louis Laneau, arriva à la cour de Narai avec des lettres du pape Clément IX et du roi Louis XIV. Narai envoya à son tour une mission en France en 1680, sous la conduite de Phya Pipatkosa.  Bien qu'elle se perdît en mer près de Madagascar, les Français répondirent positivement en envoyant en 1682 à Ayutthaya une mission commerciale, dirigée par François Pallu.

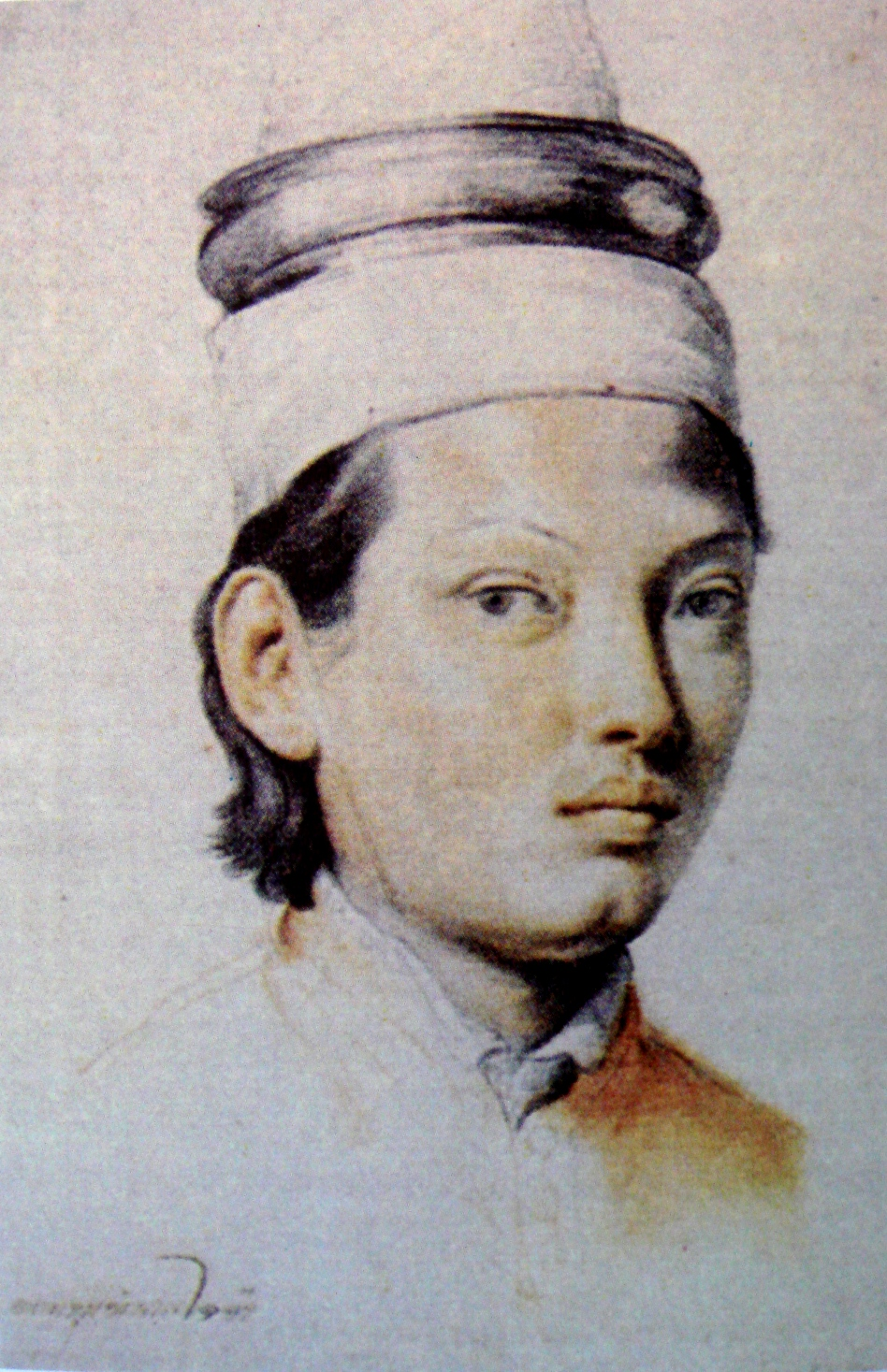
Ok-khun Chamnan en 1689, par Carlo Maratta.

Une autre mission fut envoyée en France en 1684. Elle eut néanmoins peu d'impact, car selon leur interprète, le père Bénigne Vachet, elle était mal informée et grossière. Une ambassade à destination du Portugal envoyée la même année fit naufrage en avril 1686 au Cap des Aiguilles, à la pointe de l'Afrique. Son chef Ok-khun Chamnan survécut, réussit à rejoindre l'avant-poste néerlandais du Cap et à regagner le Siam en 1687, ayant appris entre-temps le portugais, langue véhiculaire en Asie du Sud-Est à cette époque.
Malgré la déception causée par la mission de 1684, la France en envoya une nouvelle, dirigée par le Chevalier de Chaumont, officiellement pour convertir le roi au catholicisme. Le Shah de Perse Süleyman Ier en avait envoyé une au même moment pour le convertir à l'islam. Le chevalier de Chaumont n'obtint finalement que quelques avantages commerciaux, équivalents à ceux qu'avaient obtenus les Néerlandais.

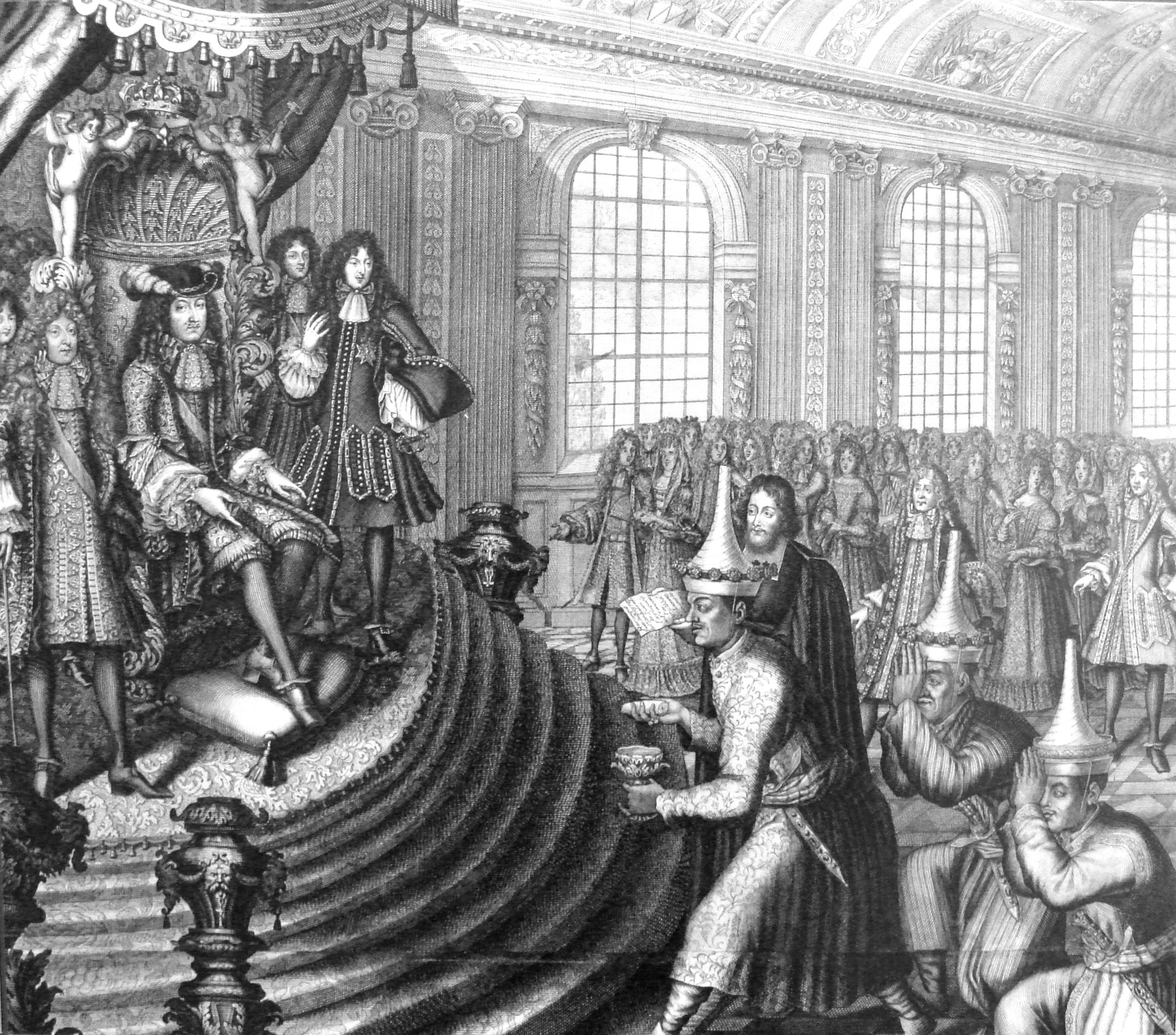
Réception de l'ambassade siamoise par Louis XIV en 1686, par Nicolas Larmessin.

Une nouvelle mission dirigée par Kosa Pan, un frère adoptif du roi, fut envoyée en France en 1686. Contrairement à la première, elle fut superbement reçue et fit sensation dans les cours et la bonne société d'Europe. Elle débarqua à Brest, d'où elle se rendit à Versailles, constamment entourée d'une foule de curieux.  Les vêtements « exotiques » et les manières des envoyés (qui se prosternèrent devant Louis XIV), ainsi qu'une « machine » destinée à présenter la lettre de Narai au roi de France, furent abondamment commentés. Un compte-rendu partiel de la mission rédigé par Kosa Pan a été redécouvert à Paris dans les années 1980.
En septembre 1687, une autre mission, dirigée par Claude Céberet du Boulay, directeur de la Compagnie française des Indes orientales, fut reçue au Siam. Elle n'obtint guère que la confirmation du traité commercial de 1685. Parmi ses membres se trouvait le poète Simon de La Loubère, qui en donna à la demande de Louis XIV une relation en 2 volumes, Du Royaume de Siam par Monsieur de La Loubère, envoyé extraordinaire du Roy auprès du Roy de Siam en 1687 et 1688, publiée en 1691. Cet ouvrage est aujourd'hui encore une référence pour la connaissance du Siam à cette époque.
Une dernière mission dirigée par le père Guy Tachard et Ok-khun Chamnan fut envoyée en France et au Saint-Siège en janvier 1688. Lorsqu'elle revint en Thaïlande, Narai était mort et un successeur beaucoup moins xénophile occupait son trône.

## La «révolution» de 1688

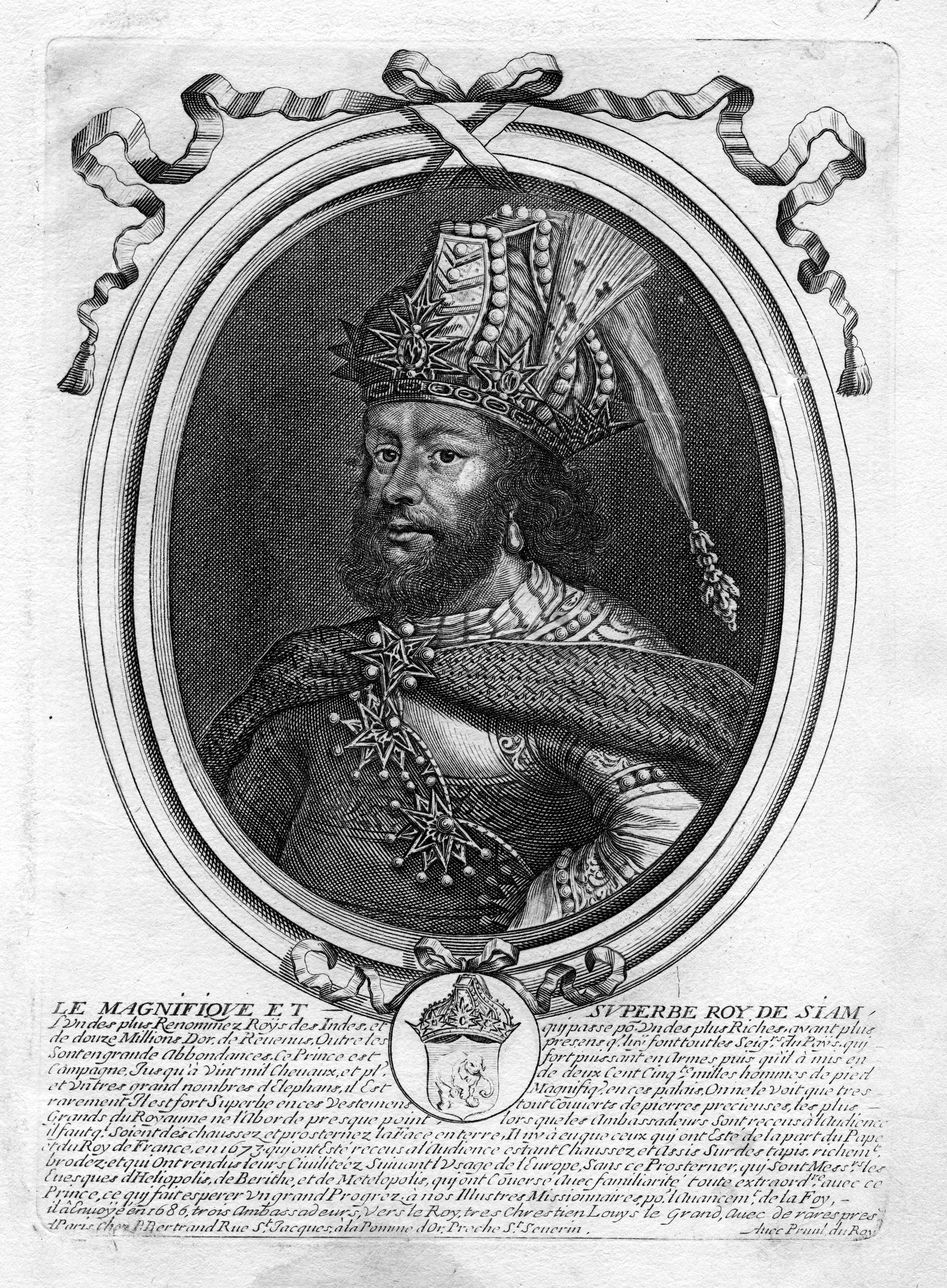
« Le Magnifique et Superbe Roy de Siam »

En 1688, les sentiments xénophobes culminèrent, surtout dirigés contre les Français et Constantin Phaulkon. Les courtisans siamois ne supportaient plus sa mainmise sur les affaires de l'État, son épouse japonaise et son style de vie européen, tandis que le clergé bouddhiste voyait d'un mauvais œil l'influence croissante des jésuites français. Les courtisans formèrent finalement une faction xénophobe. D'autres étrangers, établis avant les Français dans le royaume, notamment les protestants hollandais et anglais, ainsi que les Persans, souffraient de l'influence politique et économique croissante des catholiques français. Même d'autres groupes catholiques, comme les Portugais, avaient des raisons de s'opposer à la présence française, une violation supplémentaire du traité de Tordesillas, déjà fort mis à mal.
La situation se dénoua lorsque Narai tomba gravement malade en mars 1688. Prévoyant la future querelle de succession, Narai rassembla en mai ses plus proches conseillers : Phaulkon, Phra Petracha et Mom Pi, et désigna sa fille Kromluang Yothathep pour lui succéder. Les trois conseillers devaient jouer le rôle de régents jusqu'à ce qu'elle choisisse un partenaire de son choix parmi les deux conseillers siamois. Loin de calmer la situation, cette décision poussa Petracha à l'action. Il profita de l'incapacité de Narai pour organiser un coup d'État avec le soutien de la cour et du clergé bouddhiste. Mom Pi et Phaulkon furent exécutés, à la grande fureur de Narai sur son lit de mort.
À sa mort, le 11 juillet 1688, Petracha se proclama roi, expulsa les Français (siège de Bangkok) et coupa à peu près tous les liens avec l'Occident. D'abord enfermés dans leurs enclaves, les missionnaires furent ensuite autorisés à reprendre leur action à Ayutthaya, quoiqu'avec des restrictions. Les contacts entre le Siam et l'Europe devinrent sporadiques, et ne retrouvèrent un niveau équivalent à celui du règne de Narai que sous le roi Mongkut (Rama IV, r. 1851-1868).

## Conclusion

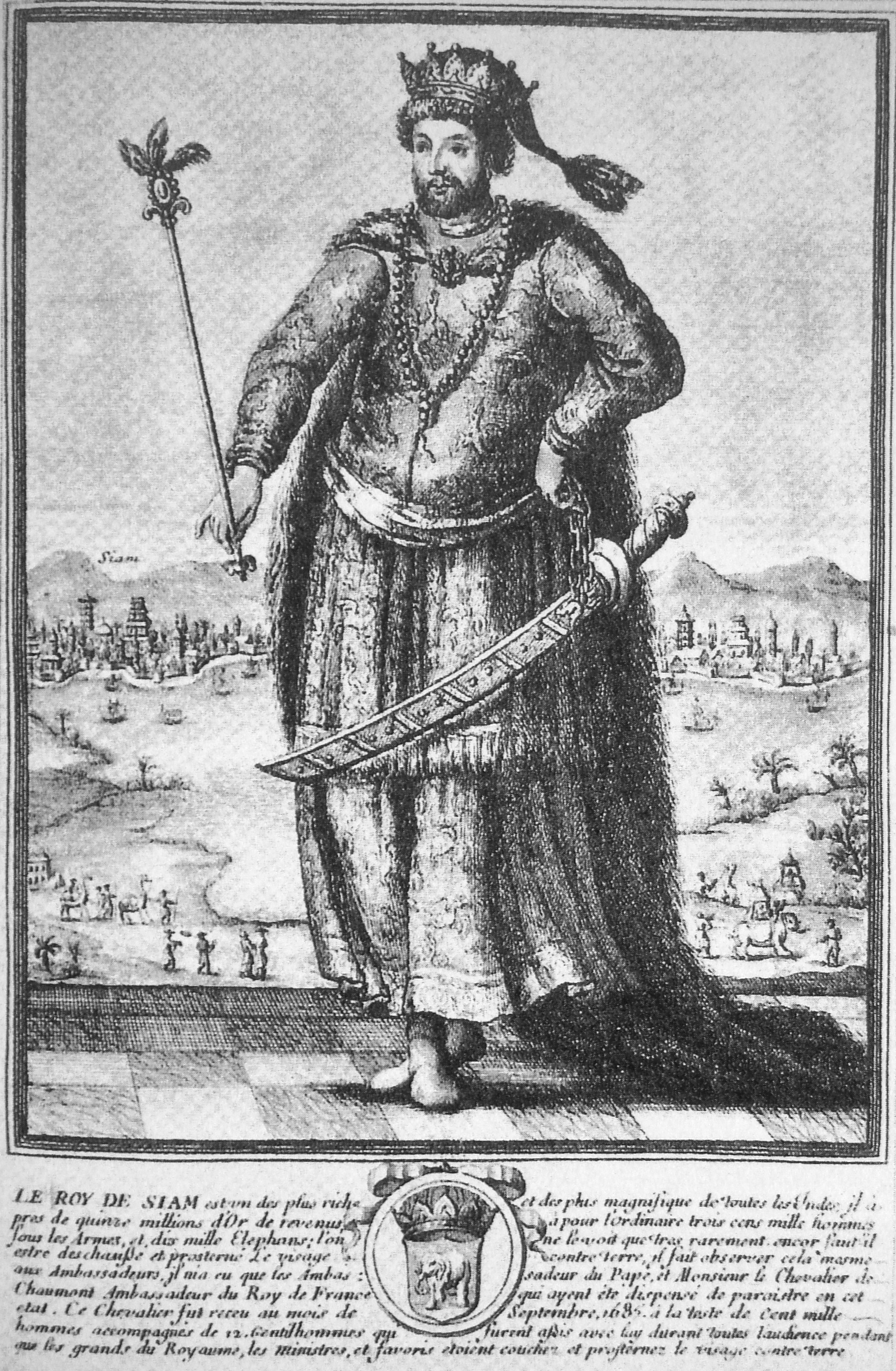
Illustration française représentant Narai

La plupart de ses initiatives diplomatiques furent annulées par ses successeurs, et il est difficile de savoir si leur attitude isolationniste contribua ou non à l'affaiblissement et à la chute du royaume d'Ayutthaya en 1767, ou si la politique de Narai, si elle avait été poursuivie, ne se serait pas conclue par la colonisation du pays. Elle lui valut en tous cas de figurer parmi les sept rois de Thaïlande honorés du qualificatif posthume de Grand.
Les récits de ces missions diplomatiques permettent aussi aux historiens de connaître un peu mieux la cour d'Ayutthaya, dont toutes les archives ont été détruites par les birmans avec la ville en 1767. Ce sont notamment les récits du chevalier de Chaumont, de l'abbé de Choisy, du père Tachard, de Claude de Forbin, de La Loubère et celui du Persan Muhammad Rabi' ibn Muhammad Ibrahim. La relative stabilité durant son règne a aussi permis une renaissance de la littérature thaïlandaise.
Plus anecdotiquement, le souvenir de ces missions subsiste dans une importante rue de Brest, la rue de Siam, et son homonyme à Marseille. En outre, selon Thomas Carlyle, deux des présents de Narai connurent un destin singulier ; il s'agit de deux canons damasquinés d'argent, entreposés à Paris, au Garde-Meuble, comme cadeaux plutôt qu'armes. Le matin du 13 juillet 1789, les Parisiens, n'ayant pas trouvé d'armes utilisables à l'arsenal, forcèrent l'entrée du Garde-Meuble, où ils trouvèrent 20 canons. Seuls les canons siamois étaient en état de fonctionner, et ils furent traînés le lendemain à la Bastille.

## références
1. ↑  « Narai / king of Siam », sur Encyclopedia Britannica (consulté le 31 août 2020).
2. ↑  Xavier Galland, « THAÏLANDE HISTOIRE : Naraï, le roi qui reçut les premiers ambassadeurs de Louis XIV », sur gavroche-thailande.com, Gavroche Thaïlande, 15 juin 2024
3. ↑  (en) Wyatt, DK, Thailand: A Short History, Chiang Mai, Silkworm, 1984, p. 107
4. ↑  (en) D. K. Wyatt, Thailand: A short history, p. 115
5. ↑  (en) Dirk van der Cruysse, Siam and the West, Chiang Mai, Silkworm, 2002, p. 343
6. ↑  Michel Jacq-Hergoualch, Le Siam, Guide Belles Lettres des Civilisations, Les Belles Lettres 2004,  (ISBN 2-251-41023-6), p. 128–129.
7. ↑  (en) Muhammad Rabi' ibn Muhammad Ibrahim, The Ship of Sulaiman, London, Routledge, 1972, p. 98–9
8. ↑  (en) Muhammad Rabi'ibn Muhammad Ibrahim, The Ship of Sulaiman, p. 59
9. ↑  (en) Cruysse, Dirk van der, Siam and the West, p. 429
10. ↑  Thai Ministry of Foreign Affairs Relations with France
11. ↑  Smithies, M, A Siamese Embassy Lost in Africa, 1686, Chiang Mai, Silkworm, 1999, p. 1
12. ↑  (en) Smithies, M. et Cruysse, Dirk van der, The Diary of Kosa Pan: Thai Ambassador to France, June-July 1686, Seattle, University of Washington Press, 2002
13. ↑  (en) Cruysse, Dirk van der, Siam and the West, p. 444
14. ↑  (en) Kings of Thailand
15. ↑  « Carlyle, T., The French Revolution, Section V »(Archive.org • Wikiwix • Archive.is • Google • Que faire ?)

- (en) Cet article est partiellement ou en totalité issu de l’article de Wikipédia en anglais intitulé « Narai » (voir la liste des auteurs).